# Reaktivität (Sozialwissenschaften)
Als Reaktivität werden Zustandsänderungen des Erlebens und Verhaltens bezeichnet, die durch das Wissen, psychologisch untersucht zu werden, durch die spezielle Untersuchungssituation und durch die gewählte Methode bedingt sind.
Die methodenbedingte Reaktivität, das heißt die Beeinflussung und mögliche Verzerrung der psychologischen Untersuchungsergebnisse durch die Untersuchungsmethoden selbst, bildet ein zentrales Problem der Methodenlehre der Psychologie. Die untersuchte Person ist kein Objekt der Naturforschung, sondern bildet ein freiwillig teilnehmendes und selbstbewusstes Gegenüber. Psychologische Interviews, Beobachtungen, Experimente, Tests, Beratungen sind grundsätzlich in Prozesse der Kommunikation und sozialen Interaktion eingebunden und unterliegen vielen Einflüssen, die den Untersuchern durchaus nicht alle bekannt oder ohne weiteres zugänglich sind. In der experimentellen Psychologie wird angestrebt, die im Sinne der Fragestellung eigentlich interessierenden Effekte der geplanten Bedingungsvariation (unabhängige Variable) von den unerwünschten Einflüssen (Antworttendenzen, Störfaktoren, situativen Faktoren) abzugrenzen.
Die Methoden der empirischen Sozialforschung und der Psychologie werden in reaktive Verfahren und nichtreaktive Verfahren unterschieden. Reaktive Verfahren sind Methoden, bei denen die Messung oder Beobachtung das Verhalten der Beobachteten beeinflussen kann; bei nichtreaktiven (verdeckten) Verfahren ist dies ausgeschlossen. Zu den nichtreaktiven Verfahren gehören beispielsweise
- die Beobachtung durch Einwegspiegel oder versteckte Videokameras,
- die (heimliche) teilnehmende Beobachtung,
- die Analyse von Verhaltensspuren, die das interessierende Verhalten hinterlassen hat, wie Umsatzzahlen oder Abnutzungen uvm.[2]

## Kants Methodenkritik
Die Aufmerksamkeitszuwendung zu bestimmten Bewusstseinsinhalten kann diese verändern, wie bereits Baruch de Spinoza beschrieb: dem Menschen sei es möglich, seine Affekte mithilfe seiner Vernunft zu beherrschen. Immanuel Kant analysierte genauer diesen Vorgang „durch bloßen Vorsatz seiner krankhaften Gefühle Meister zu werden“ in psychologischer sowie gesundheitspsychologischer Beziehung.
Die grundsätzlichen Schwierigkeiten der empirischen Psychologie definiert Kant 1798 im Vorwort zu seiner Anthropologie in pragmatischer Hinsicht:

„Allen Versuchen aber, zu einer solchen Wissenschaft mit Gründlichkeit zu gelangen, stehen erhebliche, der menschlichen Natur selber anhängende, Schwierigkeiten entgegen.
1. Der Mensch, der es bemerkt, dass man ihn beobachtet und zu erforschen sucht, wird entweder verlegen (geniert) erscheinen, und da kann er sich nicht zeigen, wie er ist; oder er verstellt sich, und da will er nicht gekannt sein; wie er ist.
2. Will er auch nur sich selbst erforschen, so kommt er, vornehmlich was seinen Zustand im Affekt betrifft, der alsdann gewöhnlich keine Vorstellung zulässt, in eine kritische Lage: nämlich dass, wenn die Triebfedern in Aktion sind, er sich nicht beobachtet; und wenn er sich beobachtet, die Triebfedern ruhen.
3. Ort und Zeitumstände bewirken, wenn sie anhaltend sind, Angewöhnungen, die, wie man sagt, eine andere Natur sind und dem Menschen das Urteil über sich selbst erschweren; wofür er sich halten, vielmehr aber noch, was er aus dem anderen, mit dem er in Verkehr ist, sich für einen Begriff machen soll; denn die Veränderung der Lage, worein der Mensch durch sein Schicksal gesetzt ist, oder in die er sich auch, als Abenteurer, selbst setzt, erschweren es der Anthropologie sehr, sie zum Rang einer förmlichen Wissenschaft zu erheben.“

An anderer Stelle schreibt er:

„Denn die reine innere Anschauung, in welcher die Seelen-Erscheinungen konstruiert werden sollen, ist die Zeit, die nur eine Dimension hat. Aber auch nicht einmal als systematische Zergliederungskunst, oder Experimentallehre, kann sie der Chemie jemals nahe kommen, weil sich in ihr das Mannigfaltige der inneren Beobachtung nur durch bloße Gedankenteilung von einander absondern, nicht aber abgesondert auf behalten und beliebig wiederum verknüpfen, noch weniger aber ein anderes denkendes Subjekt sich unseren Versuchen der Absicht angemessen von uns unterwerfen lässt, und selbst die Beobachtung an sich schon den Zustand des beobachteten Gegenstandes alteriert und verstellt. Sie kann daher niemals etwas mehr als eine historische, und, als solche, so viel möglich systematische Naturlehre des inneren Sinnes, d.i. eine Naturbeschreibung der Seele, aber nicht Seelenwissenschaft, ja nicht einmal psychologische Experimentallehre werden.“

 In heutigen Begriffen formuliert: Durch die psychologische Beobachtung oder Befragung sowie Sinnestäuschungen werden Verhaltensweisen und Selbstbeurteilungen verzerrt. Die Lebensbedingungen lassen Einstellungen, Selbstkonzepte und subjektive Alltagstheorien entstehen. Die Selbstbeobachtung des eigenen Zustands ist, vor allem bei intensiven Erlebnissen, kaum möglich bzw. sie kann diesen Zustand verändern. Andere Menschen folgen nicht ohne weiteres den Anweisungen. Die störenden Effekte sind kaum zu verhindern oder zu kontrollieren. Die Selbstbeobachtung weist also viele grundsätzliche Fehlerquellen auf und vieles bleibt ihr verborgen.
Erst sehr viel später entstehen hier Forschungsgebiete der Psychologie: über das Verhalten der Versuchspersonen, die Folgen der Selbstaufmerksamkeit, gelernte Einstellungen, Selbst- und Fremdkonzepte, die fragliche Mitwirkung der Untersuchten (heute: Compliance, Reaktanz).
Durch Kant war eine von der Untersuchungsmethodik induzierte methodenbedingte Reaktivität seit langem bekannt, bevor Werner Heisenberg die Unschärferelation in der Quantenphysik beschrieb, die dann sekundär von einigen Psychologen als neue Einsicht auch für ihren Bereich zitiert wurde.

## Aufforderungscharakter der Untersuchungssituation und typische Versuchspersonen
Martin T. Orne (1962) definierte die Untersuchungssituation als Problemlösungsprozess, in welchem die verunsicherte Versuchsperson sich zu orientieren bemüht und dabei Hinweisen für die geforderte Leistung und für die eigene Rolle und Motivation aufnimmt, um die wahre Absicht des Versuchsleiters und des Experiments zu erfassen. Hierbei sind der Aufforderungscharakter (demand characteristics) der Instruktion, der experimentellen Situation (Setting), des Versuchsablaufs, der Versuchsleiter-Erwartungen und der eventuell beteiligten Mitarbeiter zu unterscheiden. Spezifische Vorerfahrungen, Argwohn und bestimmte Persönlichkeitseigenschaften bedingen u. U. eine intensivere Suche nach entsprechen Hinweisen. Es lassen sich nach Orne vier Typen von Versuchspersonen unterscheiden:
- die „gute Versuchsperson“;
- die „negativistische Versuchsperson“;
- die „um ihre Bewertung bemühte Versuchsperson“;
- der Idealtyp der „ehrlichen Versuchsperson“.

## Theoretische Erklärungsansätze
Aus Theorien über Kognition, kognitive Verzerrung und über soziale Interaktion sind Gesichtspunkte abzuleiten, wie die Untersuchungsergebnisse durch die Versuchsperson beeinflusst sein können. Die Effektstärken werden sich je nach Forschungsbereich, Fragestellung und Methodik sehr unterscheiden.
- Attributionstheorien im Hinblick auf die Zuschreibung von Verhaltensursachen (Kausaldeutungen, subjektive Theorie, Alltagstheorie, Alltagspsychologie);
- spezielle Konzepte der Personenwahrnehmung und Situationswahrnehmung;
- eigene Hypothesen über Zweck und Ergebnis der Untersuchung: "die Versuchsperson als Wissenschaftler";
- Einschätzung des eigenen Erfolgs und Misserfolgs (Leistungsmotivation) in der Untersuchungssituation;
- bewusste Selbstdarstellung (Impression-Management-Theorie);
- die Theorie psychologischer Reaktanz bei Einengung der Handlungsfreiheit (Widerstand, "aus dem Felde gehen").

## Kontrollstrategien
Psychologische Verfahren sind mit wenigen Ausnahmen (Analyse von Texten und Werken, objektive Verhaltensspuren) reaktiv, allerdings in unterschiedlichem, auch von den jeweiligen Umständen abhängigem Maß. Die Anwendung der Methode, zum Beispiel die Introspektion oder das Interview, beeinflusst das Phänomen. Wenn die Versuchspersonen eines Experiments keine beliebig austauschbaren Elemente einer Population, sondern erlebende, hypothesenbildende und interagierende Individuen sind, dann müssen Experimentalpsychologen versuchen, sozialpsychologische und differenzielle Gesichtspunkte durch zusätzliche Maßnahmen zu berücksichtigen (siehe Forgas, 1999, Orne 1969, Sarris 1992). Diese Verfahren sind teils als Kontrollmaßnahmen, teils nur als Erkundung möglicher Probleme und Verbesserungen anzusehen:
- Strategien zur Aufklärung der Situation. Durch ein postexperimentelles Interview können die von der Versuchsperson wahrgenommenen Anforderungen (demand characteristics) und wichtige Besonderheiten des Versuchserlebens erfasst werden. Möglich sind auch ein „Nicht-Experiment“, d. h. nur gedankliche Vorstellung und Schilderung, ein Rollenspiel oder die Simulation in einem als-ob-Experiment, eventuell mit einem unwissenden Versuchsleiter. Die Instruktion sowie die gesamte Versuchsdurchführung werden zuvor sorgfältig erprobt. Der Versuchsleiter lernt das Experiment im Selbstversuch kennen und ist mit den verschiedenen reaktiven Effekten, die vorkommen können, vertraut.

- Strategien zur Verringerung der Versuchspersonen-Effekte. Nach einer weitgehenden Vorinformation und Aufklärung über das Experiment erfolgt eine realistische Eingewöhnung und Vorbereitung durch einen Probedurchgang (Prätest). Weitere Verfahren sind Doppelblindstudie, Kontrolle durch Null-Behandlung, Erwartungskontroll-Gruppe (Wartelisten-Gruppe). Die spezielle Untersuchungshypothese des Experiments wird üblicherweise nicht sehr genau dargelegt, um den wissenschaftlichen Wert des Experiments nicht zu zerstören. Die schriftlich einzuholende informierte Einwilligung jedes Untersuchungsteilnehmers könnte jedoch diese Hypothese und die Alternativhypothese näherungsweise benennen und offen lassen, ob der Teilnehmer zur Experimentalgruppe oder zur Kontrollgruppe gehört.

- "Pflege der Versuchspersonen". Zur Motivierung der Versuchsperson und zur Optimierung der Interaktion von Versuchsleiter und Versuchspersonen wird ein offener und freundlicher Stil empfohlen: bei der Anwerbung, Begrüßung, fairer Vorab-Information, Eingewöhnungsphase, Instruktion und Durchführung. Dazu gehören eine abschließende Information über Absichten und Ablauf der Untersuchung sowie zu einem späteren Termin, falls gewünscht, auch Informationen über das Ergebnis (siehe Huber, 1987, mit Erläuterungen zur Rolle des „Versuchsleiters als Gastgeber“).

- Austauschgerechtigkeit. Die allgemeine Zumutbarkeit der Untersuchungsbedingungen, die Art und die Dauer der Aufgaben, die Untersuchungssituation und die zugesagten Gegenleistungen (Kompensationen) sind wichtige Bedingungen und bestimmen aus der Sicht der Versuchsperson die Akzeptanz der Untersuchung. Nach dem Leitprinzip der Austauschgerechtigkeit (siehe soziale Gerechtigkeit) sind die Vereinbarungen einzuhalten.

- Aufklärung über rechtliche Bestimmungen. Die Teilnahmebereitschaft und das Vertrauen der Versuchspersonen wird durch den Stil der Information über die geltenden rechtlichen Bestimmungen und ethische Gesichtspunkte beeinflusst, hauptsächlich durch die geeignete Erläuterung einer schriftlich festgehaltenen Zustimmung hinsichtlich der Prinzipien: informierte Einwilligung (Freiwilligkeit der Teilnahme nach Aufklärung über wesentliche Aspekte und Möglichkeit, jederzeit ohne Nachteile abbrechen zu können); praktischer Datenschutz.